# Liste des chaînes de télévision en Estonie
Pour les autres articles nationaux ou selon les autres juridictions, voir Liste des chaînes de télévision par pays.
Cet article présente une liste non exhaustive de chaînes de télévision en Estonie.

## Chaînes de télévision

### Publiques
| Chaîne    | Logo | Type                   | Propriétaire | Date de création  |
| --------- | ---- | ---------------------- | ------------ | ----------------- |
| ETV       |      | Généraliste            | ERR          | 19 juillet 1955   |
| ETV2 (en) |      | Généraliste            | ERR          | 8 août 2008       |
| ETV+ (en) |      | Généraliste russophone | ERR          | 28 septembre 2015 |

### Privées
| Chaîne              | Logo | Type                                      | Propriétaire       |
| ------------------- | ---- | ----------------------------------------- | ------------------ |
| Kanal 2 (en)        |      | Généraliste                               | Duo Media Networks |
| Duo 3 (et)          |      | Généraliste                               | Duo Media Networks |
| Duo 4 (en)          |      | Généraliste                               | Duo Media Networks |
| Duo 5 (en)          |      | Généraliste                               | Duo Media Networks |
| Duo 6 (et)          |      | Généraliste                               | Duo Media Networks |
| Kanal 7 (Канал 7)   |      | Généraliste russophone                    | Duo Media Networks |
| Kanal 7+ (Канал 7+) |      | Généraliste russophone                    | Duo Media Networks |
| Kino 7 (Кино 7)     |      | Cinéma russophone                         | Duo Media Networks |
| Semejka (Семейка)   |      | Jeunesse russophone                       | Duo Media Networks |
| MyHits (et)         |      | Musicale                                  | Duo Media Networks |
| Eesti Kanal         |      | Thématique                                | Duo Media Networks |
| SmartZone           |      | Thématique                                | Duo Media Networks |
| KidZone TV (en)     |      | Jeunesse                                  | Duo Media Networks |
| KidZone Mini        |      | Jeunesse                                  | Duo Media Networks |
| FilmZone            |      | Cinéma                                    | Duo Media Networks |
| FilmZone+           |      | Cinéma                                    | Duo Media Networks |
| TV3                 |      | Information / Généraliste                 | TV3 Group          |
| TV6                 |      | Divertissement axé sur un public masculin | TV3 Group          |
| TV3 Life            |      | Divertissement axé sur un public féminin  | TV3 Group          |
| TV3 Plus            |      | Divertissement russophone                 | TV3 Group          |
| Go3 Films (et)      |      | Cinéma                                    | TV3 Group          |
| Go3 Sport (en)      |      | Sport                                     | TV3 Group          |
| Fox Life            |      | Divertissement                            | Fox Networks Group |
| Fox                 |      | Divertissement                            | Fox Networks Group |
| Etno TV Eesti       |      | Documentaire                              |                    |
| Inspiria            |      | Thématique pour les abonnés de Telia      |                    |

### Régionales
- Alo TV – thématique, diffuse depuis Tartu

## Chaînes disparues
- Eesti Kristlik Televisioon (et)
- EVTV (et) – prédécesseur de TV3. En partage avec RTV. Diffusée du 1er août 1993 au 31 décembre 1995.
- Tipp TV (et) – prédécesseur de TV1. Diffusée du 1er septembre 1995 au 23 mars 1996.
- EVTV/RTV - chaîne temporaire formée par EVTV et RTV avant de devenir TV3. Diffusée du 1er janvier 1996 au 10 mars 1996.
- TV1 (en) – chaîne privée d'information, actualités, sports et divertissements. Diffusée du 10 février 1997 à octobre 2001.
- Neljas (et) – chaîne de musique, d'information et de divertissement général.
- Kalev Sport – chaîne de sport, prédécesseur de TV4.
- TV4 (en) – chaîne de sport, prédécesseur de TV14.
- Seitse (en) – jusqu'au 31 décembre 2016, remplacée par MyHits.
- MTV Eesti – chaîne de musique et de divertissement.
- PBK
- Ren-TV Estonie
- RTV/ETV - prédécesseur de RTV. Diffusion de ses programmes sur ETV en tant que bloc de programmes. Diffusée du 21 septembre 1992 au 30 juillet 1993.
- RTV – prédécesseur de TV3. Elle partage le même code de chaîne que EVTV. Diffusée du 31 juillet 1993 au 31 décembre 1995.
- TV14 – chaîne généraliste de divertissement. En partage avec Tallinna TV.
- Nickelodeon Estonie
- Tallinna TV (en) – appartenant au gouvernement de la ville de Tallinn. Diffusée du 1er janvier 2011 au 30 septembre 2019.
- Sony Channel - jusqu'au 31 mars 2021, date à laquelle elle a été remplacée par Duo3
- Sony Turbo (et) - jusqu'au 31 mars 2021, date à laquelle elle a été remplacée par Duo6